# Sầm (họ)
Sầm là một họ người Đông Á. Họ Sầm có mặt ở Việt Nam, Trung Quốc, bán đảo Triều Tiên... Trong danh sách Bách gia tính họ Sầm đứng thứ 67.

## Những người họ Sầm Việt Nam có danh tiếng
Người họ Sầm ở Việt Nam có thể là người Hoa, Mường, Thái, H'Mông, Kinh, Tày, Cao Lan... Những người họ Sầm sống ở khắp toàn quốc như gia tộc Sầm Nhân ở xã Cao Răm- Lương Sơn- Hòa Bình, họ Sầm ở xã Mường Nọc- Quế Phong- Nghệ An, họ Sầm ở Tuyên Quang...
Một số người họ Sầm tiêu biểu như:
- Sầm Khánh Tuân: tù trưởng dân tộc Tày, người chống quân Tống cùng với Thân Cảnh Phúc.
- Sầm Văn Nguyên: tri phủ Quỳ Châu - Nghệ An
- Sầm Văn phòng tri phủ nay xã Châu Tiến, Châu Hạnh (Quỳ Châu)
- Sầm Văn Viên, vị tri phủ cuối cùng của dòng họ Sầm danh gia vọng tộc bậc nhất miền Tây xứ Nghệ.
- Sầm Văn Kim : Đại biểu Quốc hội khoá I tỉnh Nghệ An
- Sầm Văn Ngữ: Đại biểu quốc hội Việt Nam khóa I.
- Sầm Văn Bằng (sinh năm 1945): Đại biểu quốc hội Việt Nam khóa X, Đại tá QĐND Việt Nam.
- Sầm Ngọc Đức: Cầu thủ bóng đá Nghệ An.
- Tên thật của La Văn Cầu, đó chính là Sầm Phúc Hướng

## Những người họ Sầm Trung Quốc có danh tiếng
- Sầm Bành (?-36): Danh tướng khai quốc công thần nhà Đông Hán, một trong Vân Đài nhị thập bát tướng.
- Sầm Văn Bản (595-645): Tể tướng nhà Đường
- Sầm Trường Thiến (?-691): Tể tướng nhà Đường, tước Đặng Quốc Công.
- Sầm Tham (sầm sâm,715-770): Thứ sử, nhà thơ nổi tiếng thời Đường.
- Sầm Hi: Tể tướng nhà Đường.
- Sầm Nghi Đống( ?-?) : Vị tướng nhà Thanh chỉ huy Trận Ngọc Hồi – Đống Đa
- Sầm Dục Anh (1829-1889): Tổng đốc Vân Quý.
- Sầm Xuân Huyên (1861-1933): Tổng đốc Lưỡng Quảng,Tứ Xuyên... chủ tịch tổng tài chính quyền quân sự Quảng Châu(1918-1920).
- Sầm Năng (1926-2002): Võ sư nổi tiếng phái Vịnh Xuân Quyền.
- Sầm Kiến Huân (John Shum,sinh năm 1952): Diễn viên và nhà sản xuất phim Hồng Kông.
- Sầm Hiếu Dung: Nữ diễn viên Trung Quốc.
- Sầm Khiết Nghi: Nữ diễn viên Hồng Kông.
- Sầm Lệ Hương (Eliza Sam, sinh năm 1985): Hoa hậu quốc tế người Hoa 2010.

## Họ Sầm trong văn học
- Sầm Hưng, nhân vật trong truyện Phạm Công - Cúc Hoa.